# Béke Királynője-székesegyház (La Paz, Mexikó)
A Béke Királynője-székesegyház a mexikói Déli-Alsó-Kalifornia állam fővárosának, La Paznak a székesegyháza, a La Paz-i egyházmegye központja.

## Az épület
A kőből épült, kéttornyos templom a tengerparttól mintegy 400 m-re, a Jardín Velasco nevű parkkal szemben áll, körülötte díszteret alakítottak ki. Négyzet keresztmetszerű tornyainak oldala 5 m-es, magasságuk 18 méter. Stílusára a környék korábbi misszióinak stílusa és a klasszicizmus is hatott.

## Története
A 18. század elején a jezsuiták ezen a helyen missziót alapítottak. A mai templom építése 1861-ben kezdődött Juan Francisco Escalante y Moreno püspök rendeletére, és 1865-ben fejeződött be. Az építés költségeit a hívek fedezték. 1910-ig egyszerű, torony nélküli, nyeregtetős épület volt, de ebben az évben felépült a bal oldali torony, 1920-ban pedig a jobb oldali. Belsejében 18. századi, több közeli egykori misszióból származó retablókat helyeztek el, a szentély pedig a római Szent Péter-bazilikáénak a méretarányos másolata.

## Képek

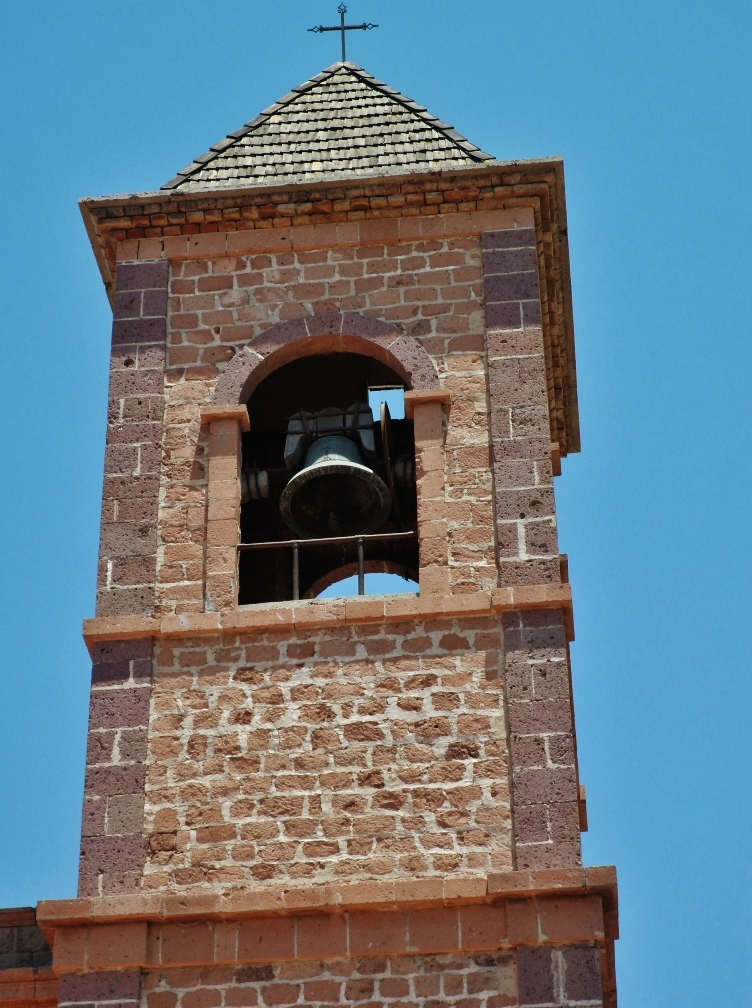
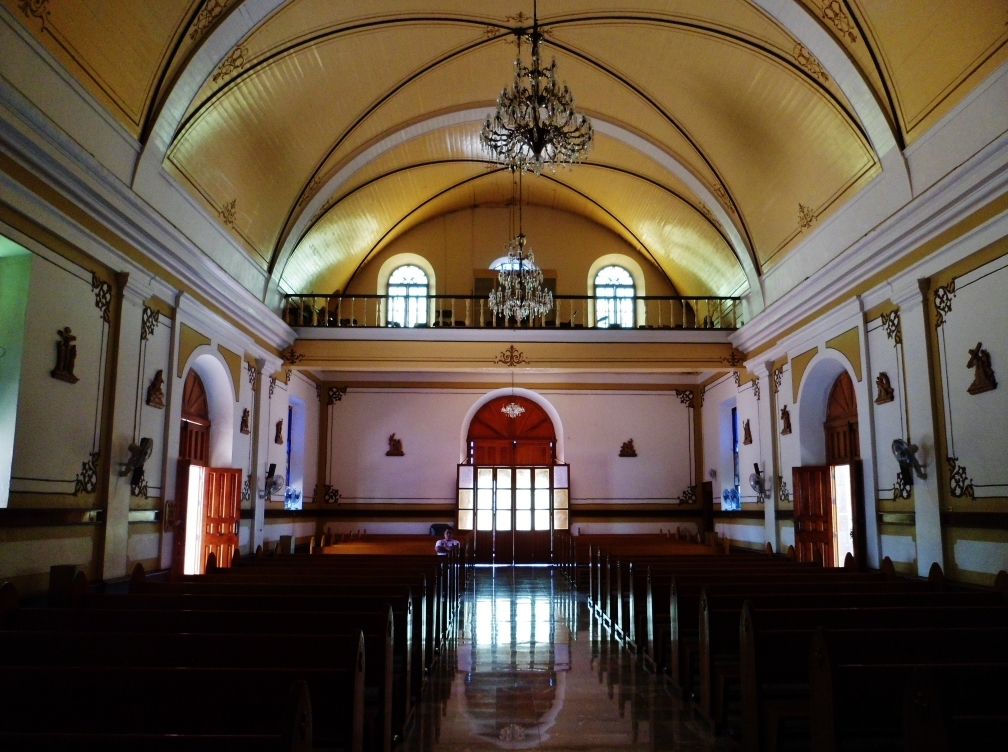
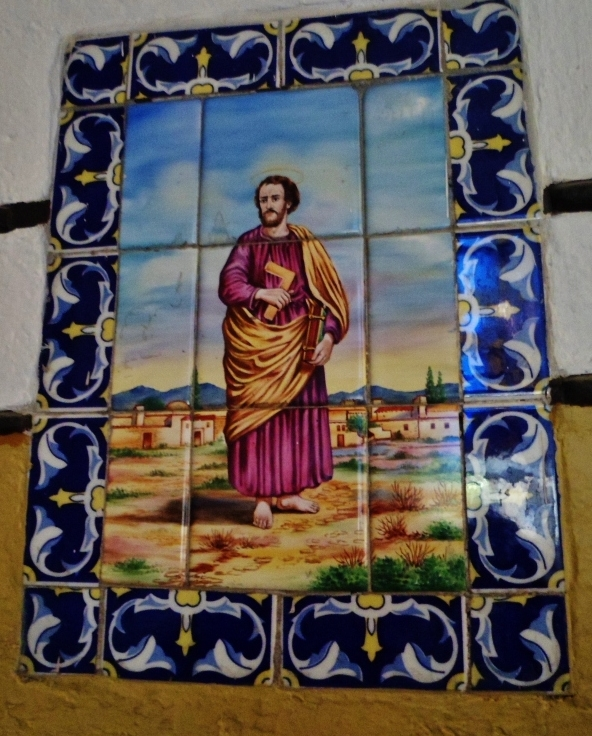
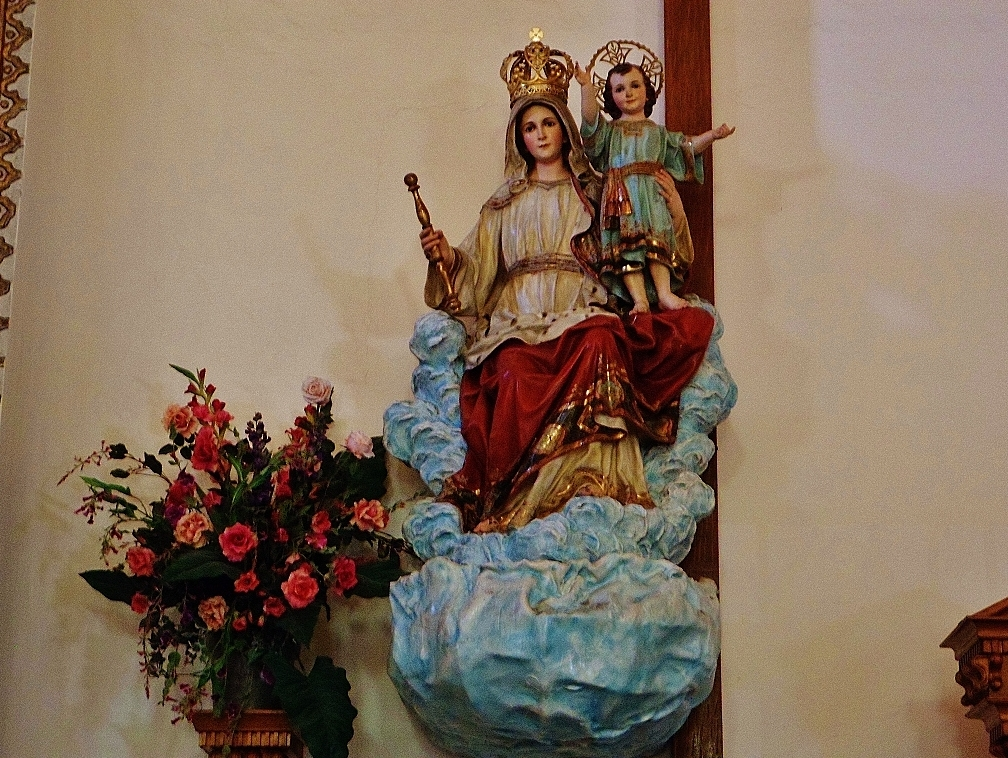